# كم الريح

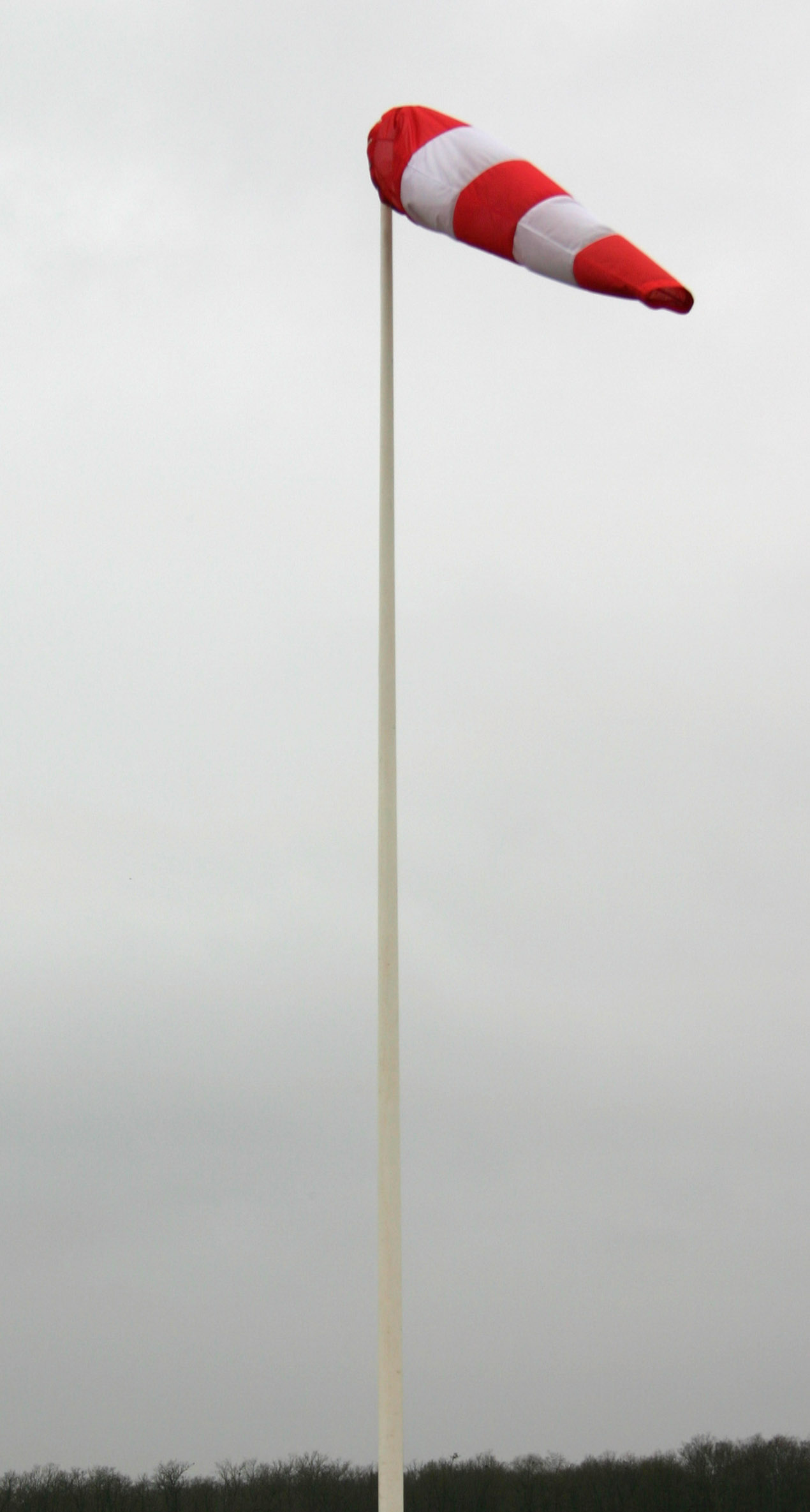
أحد أشكال كم الريح

كُم الريح (بالإنجليزية: Windsock)‏ هو أحد أجهزة الهبوط غير الألكترونية والمتواجدة في جميع المطارات والتي تساعد الطيار في تحديد كيفية الهبوط عكس اتجاه الريح.

## الوصف
هو كيس من القماش على هيئة كُم القميص مفتوح من طرفيه، ومركب على عامود من الحديد في وضع حر، وعندما تهب الريح تملأ الكُم وتسوقه في اتجاه هبوب الرياح أي عكس إتجاه هبوط الطائرة ؛ فيرى الطيار اتجاه الهبوط من الجو.